# Município de Springfield (condado de Hamilton, Ohio)
O município de Springfield (em inglês: Springfield Township) é um município localizado no condado de Hamilton no estado estadounidense de Ohio. No ano de 2010 tinha uma população de 36.319 habitantes e uma densidade populacional de 839,69 pessoas por km².

## Geografia
O município de Springfield encontra-se localizado nas coordenadas 39° 14′ 38″ N, 84° 31′ 28″ O. Segundo a Departamento do Censo dos Estados Unidos, o município tem uma superfície total de 43.25 km², da qual 42.47 km² correspondem a terra firme e (1.81%) 0.78 km² é água.

## Demografia
Segundo o censo de 2010, tinha 36.319 habitantes residindo no município de Springfield. A densidade populacional era de 839,69 hab./km². Dos 36.319 habitantes, o município de Springfield estava composto pelo 55.67% brancos, o 39.87% eram afroamericanos, o 0.13% eram amerindios, o 1.07% eram asiáticos, o 0.06% eram insulares do Pacífico, o 0.85% eram de outras raças e o 2.36% pertenciam a duas ou mais raças. Do total da população o 1.81% eram hispanos ou latinos de qualquer raça.